# Línea 1 (Metrovalencia)
La Línea 1 del metro de Valencia es un servicio de ferrocarril metropolitano integrado en la red de Metrovalencia que cubre la ciudad de Valencia (España) y otros municipios de su área metropolitana. Inaugurada en 1988, es la línea más antigua y de mayor longitud de toda la red. Cuenta con 40 estaciones —8 de ellas subterráneas— repartidas a lo largo de aproximadamente 70 kilómetros.
Tiene sus orígenes en la unión de las antiguas líneas de tren suburbano en ancho métrico (conocidas popularmente como el trenet) de Jesús-Villanueva de Castellón y Pont de Fusta-Bétera. Su explotación corrió a cargo de FEVE hasta el 8 de octubre de 1988, en que se produjo su traspaso al gobierno autonómico a través de FGV. El 5 de mayo de 1995 fue reinaugurada como parte de la nueva red de metro de Valencia.
Del 27 de junio al 31 de agosto de 2025, por obras de mejora en varias estructuras de la autovía A-7 colindantes con la infraestructura de metro, el tramo Bétera-Masies permanecerá cerrado. Se habilitará un servicio alternativo de autobuses con parada en las estaciones afectadas.

## Características del servicio
La línea recorre a través del eje norte-sur el trayecto comprendido entre las estaciones de Bétera y Villanueva de Castellón. También presta servicios parciales entre las estaciones situadas en tramos con mayor demanda de viajeros. Así, en estos recorridos cortos ejercen de cabecera de la línea las estaciones Seminari-CEU, Empalme, València Sud, Torrent, Picassent y Alcudia.
Las estaciones con mayor afluencia de pasajeros son Empalme, Àngel Guimerà y Jesús. Esta última se encuentra a unos escasos 150 metros de la estación de Valencia-Joaquín Sorolla de Adif.
Comparte trayecto con la línea 2 en el tramo situado entre Empalme y Torrent y con la línea 7 entre Jesús y Torrent. También tiene correspondencia con las líneas 3, 5 y 9 en la estación de Àngel Guimerà y con la línea 4 de tranvía en Empalme.

## Historia
El origen de la línea proviene de la antiguas líneas del trenet que conectaban las estaciones : Valencia - Pont de Fusta con Bétera (Zona norte) y Valencia-Jesús con Villanueva de Castellón (Zona sur). El antiguo trazado del trenet de la línea de Bétera junto con la línea de Liria discurrían desde la estación de Empalme donde ambas líneas se unían hasta la estación de Pont de Fusta, utilizando la misma plataforma que  a día de hoy es utilizada para la línea 4 del tranvía atravesando los distritos de Benicalap y Marchalenes. Los viajeros procedentes de las líneas de Bétera y Liria pueden llegar a la estación de Pont de Fusta realizando transbordo gratuito con la línea 4 de Metrovalencia en la estación de Empalme . En cambio el antiguo trazado del trenet de la línea de Villanueva de Castellón discurría en superficie por el mismo trazado que a día de hoy circula en subterráneo el metro desde la (estación de San Isidro) hasta la antigua estación de Jesús. 
En 1986 comenzaron los trabajos de construcción de un túnel que pasase bajo Valencia para unir las antiguas líneas que discurrían entre Villanueva de Castellón y la estación de Jesús, con la que comunicaba la ciudad con las localidades de Liria y Bétera. Dicho túnel se inauguró el 8 de octubre de 1988, y comprende la sección entre las estaciones de Ademús (Empalme antes de 1988 y después de marzo de 2001) y San Isidro.
Tras la inauguración se decidió gestionar los ramales de Bétera y Liria de manera independiente, siendo conocido el segundo de ellos como línea 2, identificada con el color verde. Posteriormente se decidió explotar toda ella como una única línea, la 1, formada por dos ramales. Desde marzo de 2015 estas dos líneas se volvieron a operar de forma separada, pasando a ser identificada la línea 2 de color rosa.
Debido a la inauguración del túnel se modificó el trayecto de las antiguas líneas a Liria y Bétera, ya que ambas tenían como cabecera la estación de Pont de Fusta en el centro de la ciudad. Por ello, el tramo entre Empalme y Pont de Fusta fue cerrado el 1 de febrero de 1991 para ser convertido en una línea de tranvía que actualmente constituye la línea 4 de Metrovalencia.
El 3 de julio de 2006, en el tramo comprendido entre las estaciones de Plaza de España y Jesús, se produjo uno de los más graves accidentes de ferrocarril en España, que se saldó con 43 personas fallecidas y 47 heridos de diversa consideración. Fueron las unidades 3714 y 3736 las que se accidentaron, procedían de Liria, de manera que estaban dando servicio a la línea 2, en aquel momento línea 1.
El 12 de diciembre de 2010, siendo Francisco Camps (PP) presidente del Consell valenciano, se cambiaron los nombres de algunas estaciones de la línea. Jesús pasó a denominarse Joaquín Sorolla (coincidiendo con la inauguración de la estación provisional de alta velocidad de Adif), mientras que la estación de Hospital pasó a llamarse Safranar (el nombre del barrio donde se ubica). Este cambio de denominación provocó quejas por parte de la Asociación de Víctimas del accidente del Metro de 3 de julio de 2006, partidos de la oposición y colectivos vecinales. Estos criticaron que la modificación ayudaría al olvido del accidente, y por lo tanto, de las dudas sobre este que todavía quedan por resolver. A raíz de estas quejas, finalmente se cambió de nuevo el nombre a Joaquín Sorolla - Jesús, dejando la opción de recuperar el nombre de Jesús cuando la estación temporal de alta velocidad fuera desmantelada. El 30 de junio de 2016, la estación de Jesús recuperó su nombre original tras casi seis años de cambios. El Consell, bajo la presidencia de Ximo Puig (PSPV), anunció el cambio con motivo del décimo aniversario del accidente.
El 13 de septiembre de 2021 se puso en servicio el soterramiento de un tramo de 288 metros comprendido entre la estación de Empalme y la de Burjasot.
Desde el día 30 de octubre hasta el 2 de diciembre de 2024, a consecuencia de las graves inundaciones acontecidas en la provincia de Valencia, el servicio en esta línea fue suspendido en su totalidad. El 3 de diciembre de 2024, reabrió el tramo Bétera-Plaza de España y el 18 de febrero de 2025, el tramo Plaza de España-València Sud. El 27 de junio de 2025 reabrió el tramo más afectado por la dana, entre València Sud, Paiporta y Castellón.

## Parque móvil
Los trenes que actualmente prestan el servicio de la línea 1 son las unidades 4300 que construyó Vossloh en la factoría de Albuixech, que sustituyeron a las series 3600 y 3700 (los trenes que antes daban servicio a las líneas 1 y 2). En esta línea las 3900 también llegaron a circular, pero solo en casos especiales como el viaje en pruebas de la 3918 por las líneas 1 y 2 enteras.
Cabe destacar que la apertura del tramo de Mislata-Almassil a Aeropuerto se vio afectada por el retraso en la entrega de las unidades serie 4300, puesto que con el número de unidades Serie 3900 que había en 2007 (solamente 18 unidades a compartir entre 2 líneas) era imposible mantener una frecuencia de circulación trenes más allá de Avinguda del Cid inferior a 15 minutos. Al ser necesarios estos nuevos trenes para poder inaugurar la ampliación hasta Aeroport, la línea 1 hubo que esperar hasta que el número de trenes de la serie 4300 llegara a las 10 unidades, lo que permitió abrir el tramo hasta Aeroport con frecuencias cada 20 minutos. Las unidades serie 3600 se retiraron a finales del 2007, y las unidades serie 3700 se retiraron en verano de 2010.

## Servicios
- Desde Bétera: a Empalme, Torrente, Picasent y Castelló.
- Desde Seminari-CEU: a Torrente, Picasent, La Alcudia y Castelló.

## Correspondencias
La línea  conecta con:
- Línea  de Empalme a Torrent.
- Línea  en la estación de Àngel Guimerà.
- Línea  en la estación de Empalme.
- Línea  en la estación de Àngel Guimerà.
- Línea  de Jesús a Torrent.
- Línea  en la estación de Àngel Guimerà.
- Línea   conecta a través de una pasarela peatonal Valencia-Sant Isidre-Sant Isidre
- MD conecta a través de una pasarela peatonal Valencia-Joaquín Sorolla-Jesús
- LD conecta a través de una pasarela peatonal Valencia-Joaquín Sorolla-Jesús

## Sistemas de seguridad
- ATO con ATP (Automatic Train Protection) en el tramo subterráneo (Empalme-San Isidro) y operativo hasta València Sud.
- FAP (Frenado Automático Puntual) instalado en toda la línea.

## Lugares a los que la línea da servicio
- Palau de Congressos de València (estaciones de Beniferri y Empalme),
- Centro comercial Nuevo Centro y estación central de Autobuses (estación de Túria).
- Jefatura Superior de Policía y Biblioteca Pública General (estación de Àngel Guimerà).
- Jefatura Central de Tráfico y Estación de Alta Velocidad (estación de Jesús).
- Hospital Doctor Peset Aleixandre (estaciones de Safranar y Patraix).
- Cercanías a Utiel y Xirivella afectados por las obras del AVE (estación de Sant Isidre).
- Universidad CEU Cardenal Herrera (estación de Seminari-CEU)

## Estaciones

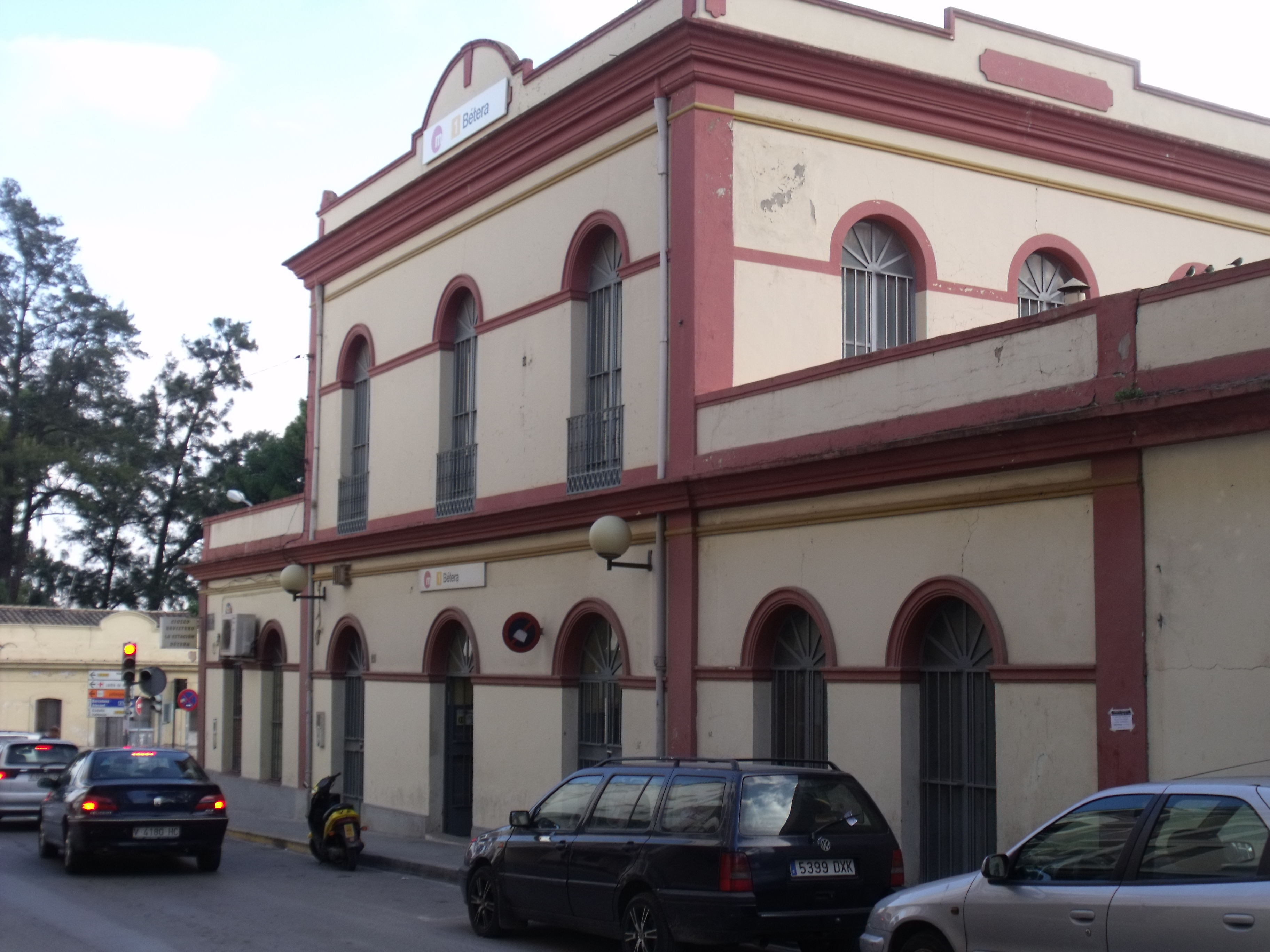
Bétera.
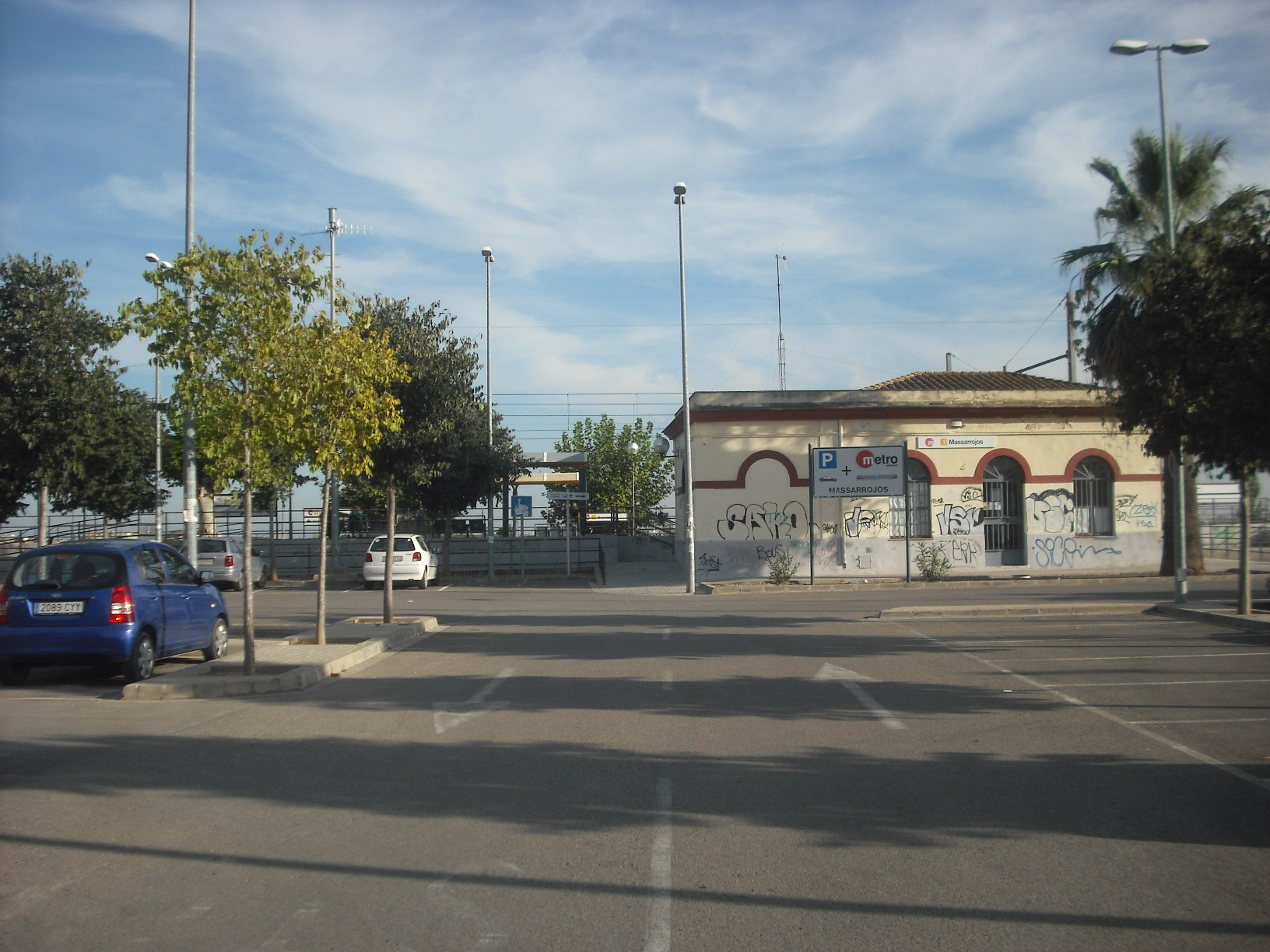
Massarrojos.
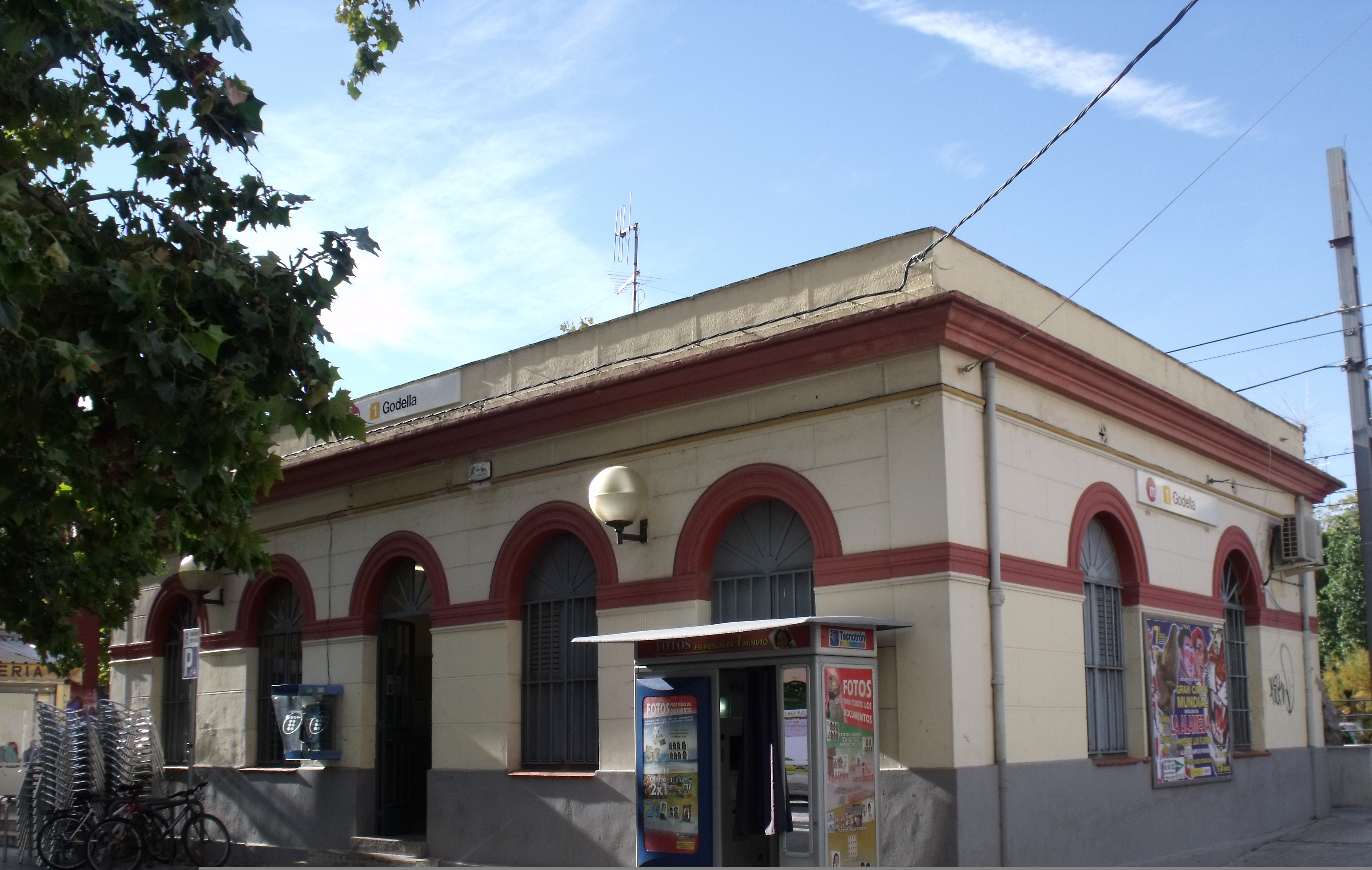
Godella.
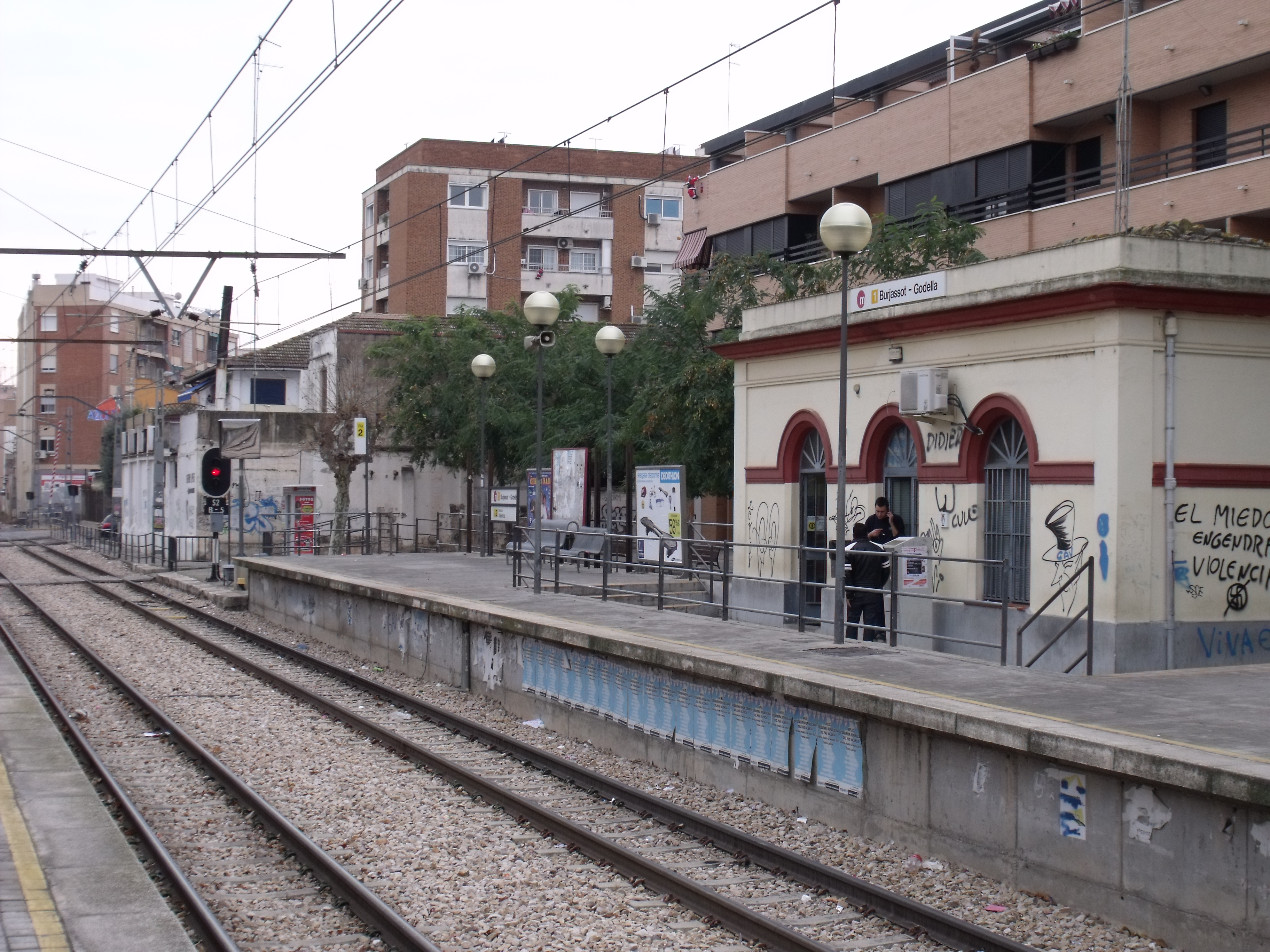
Burjassot-Godella.
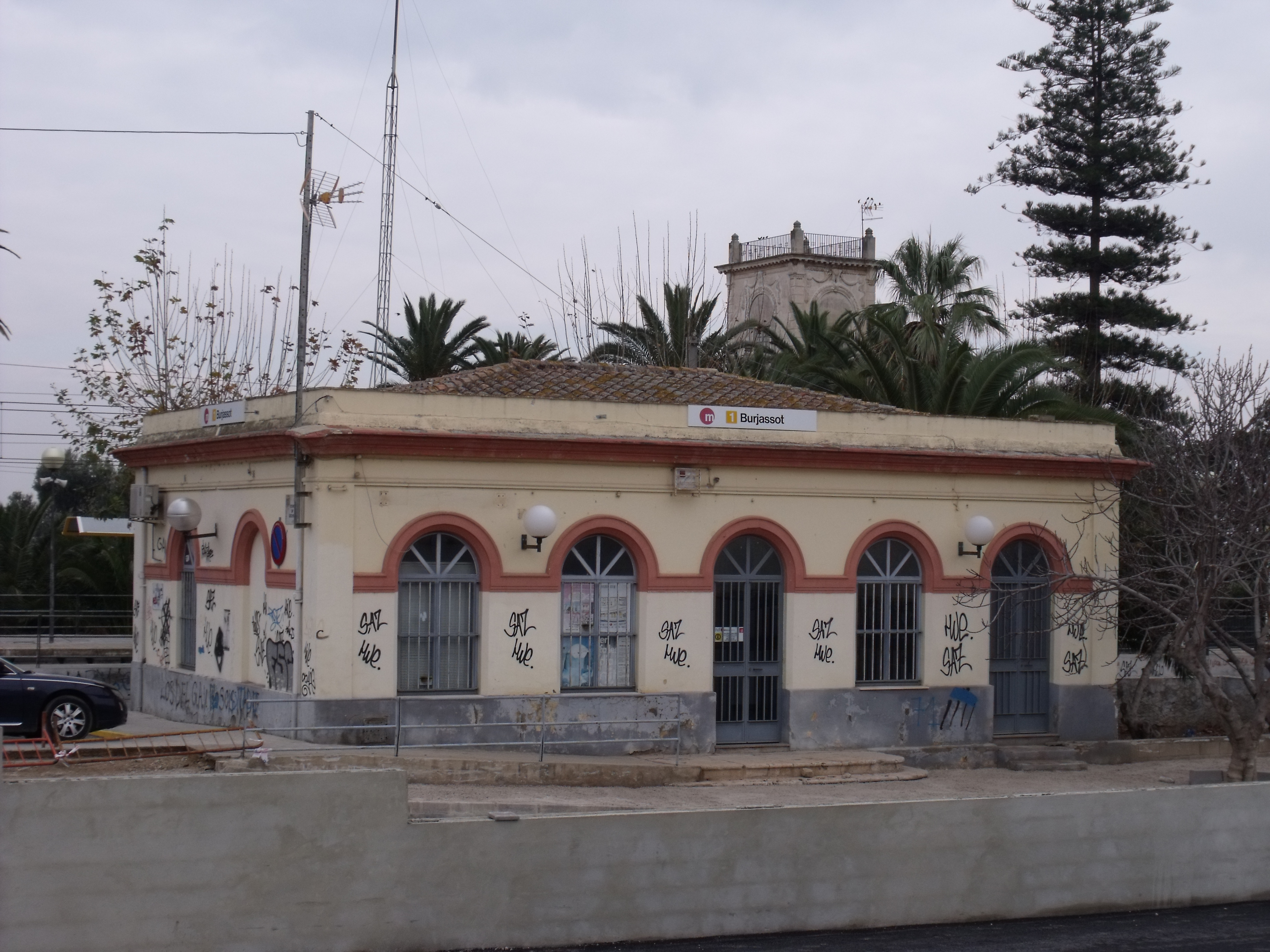
Burjassot.
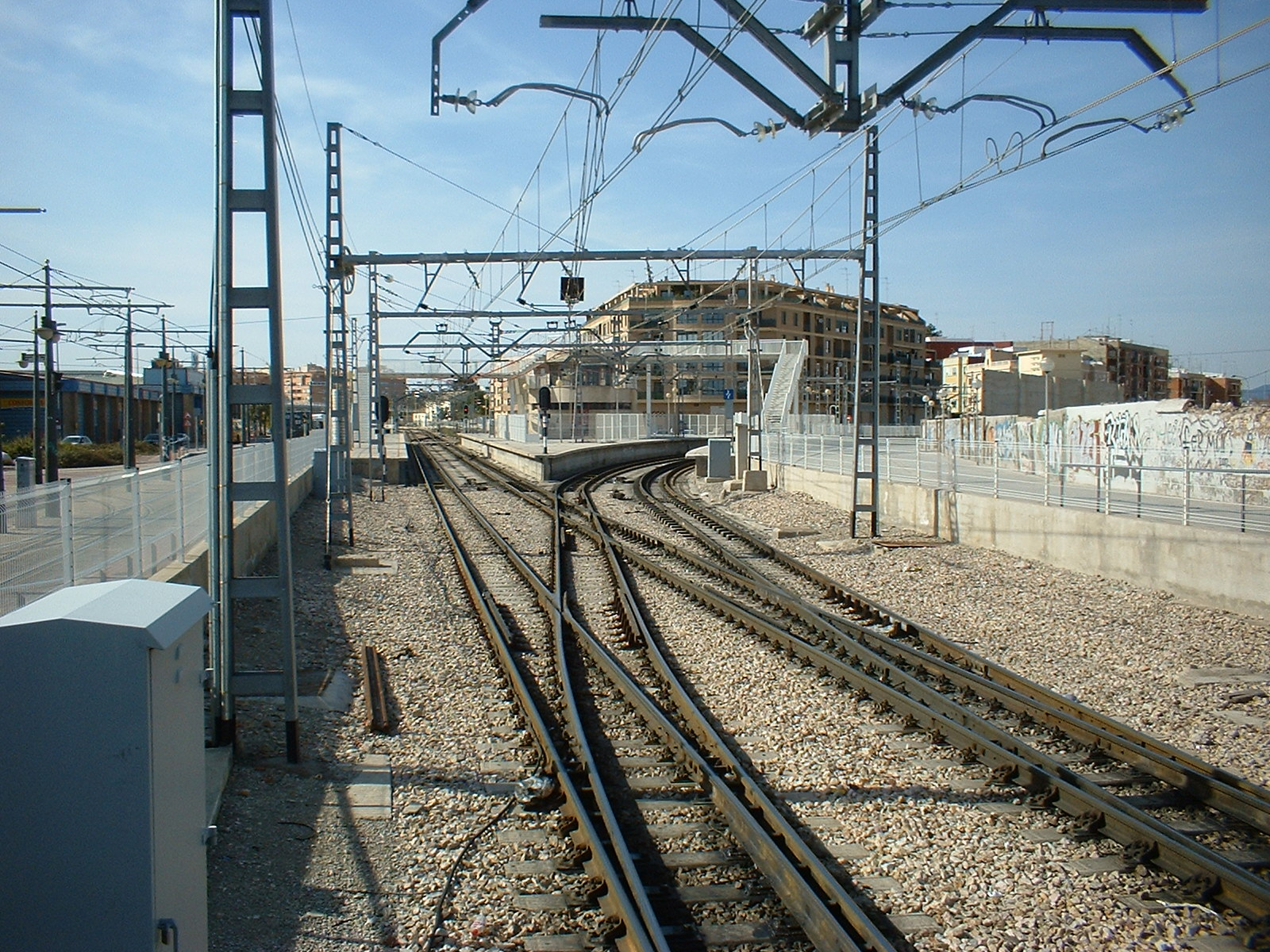
Empalme.
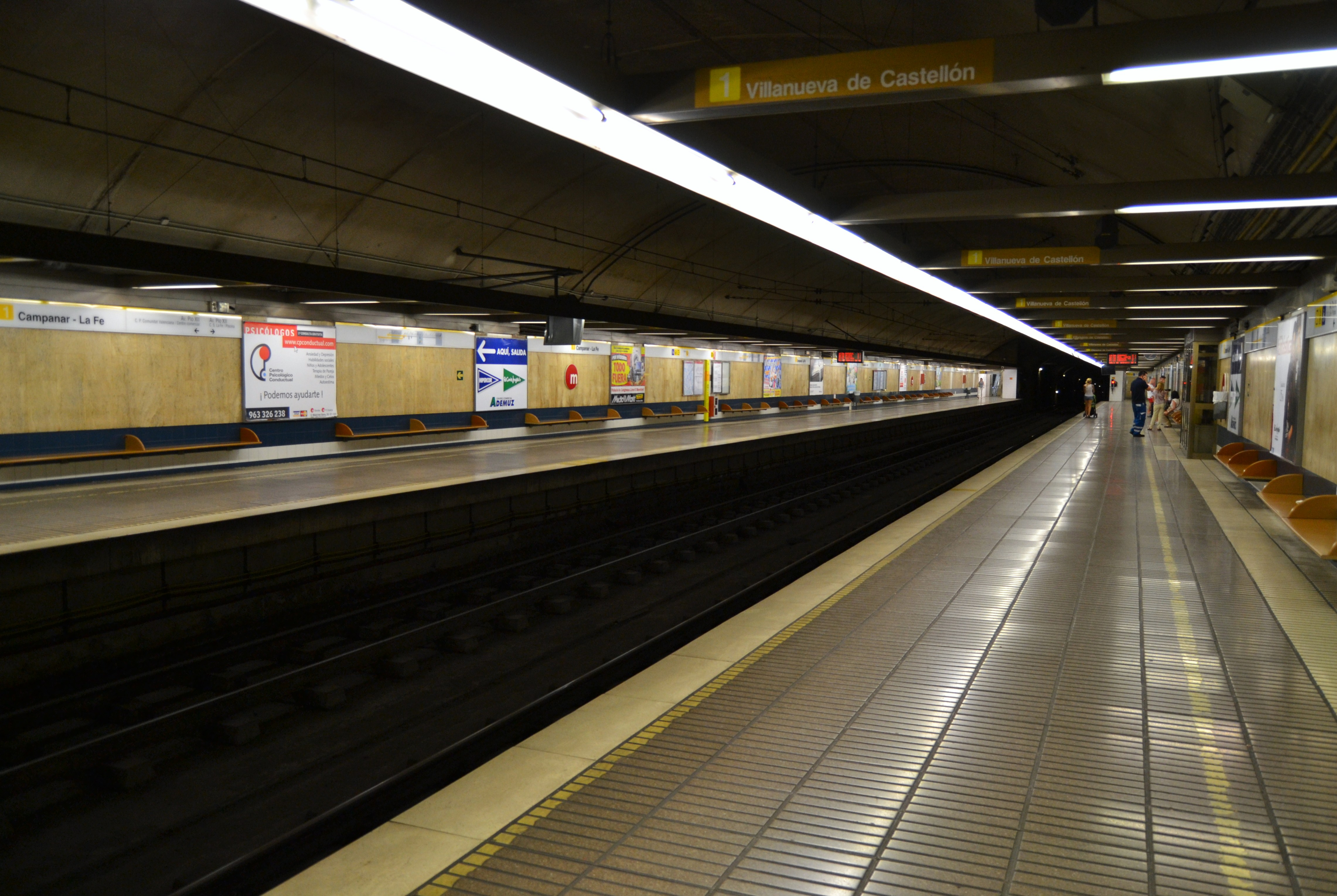
Campanar.
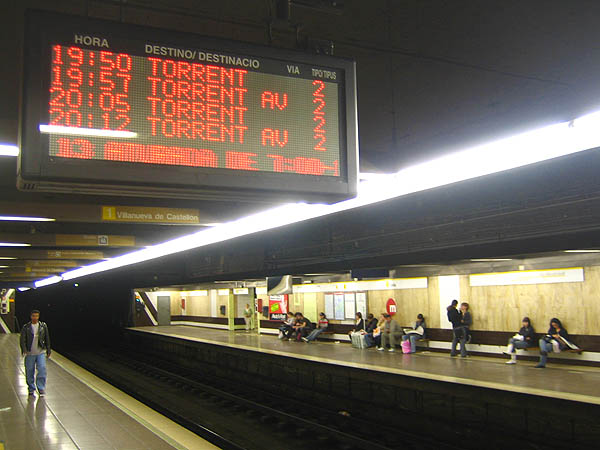
Túria.
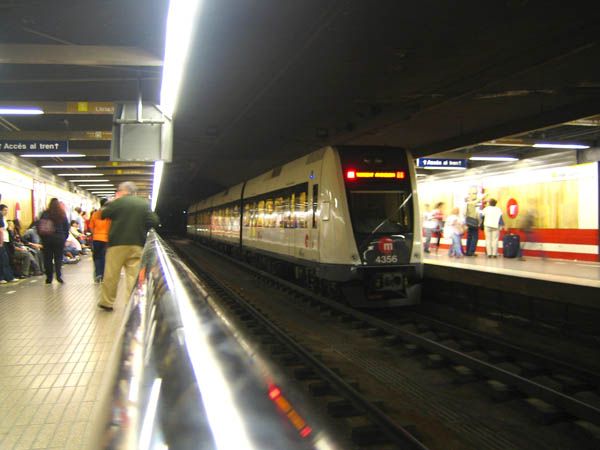
Àngel Guimerà.
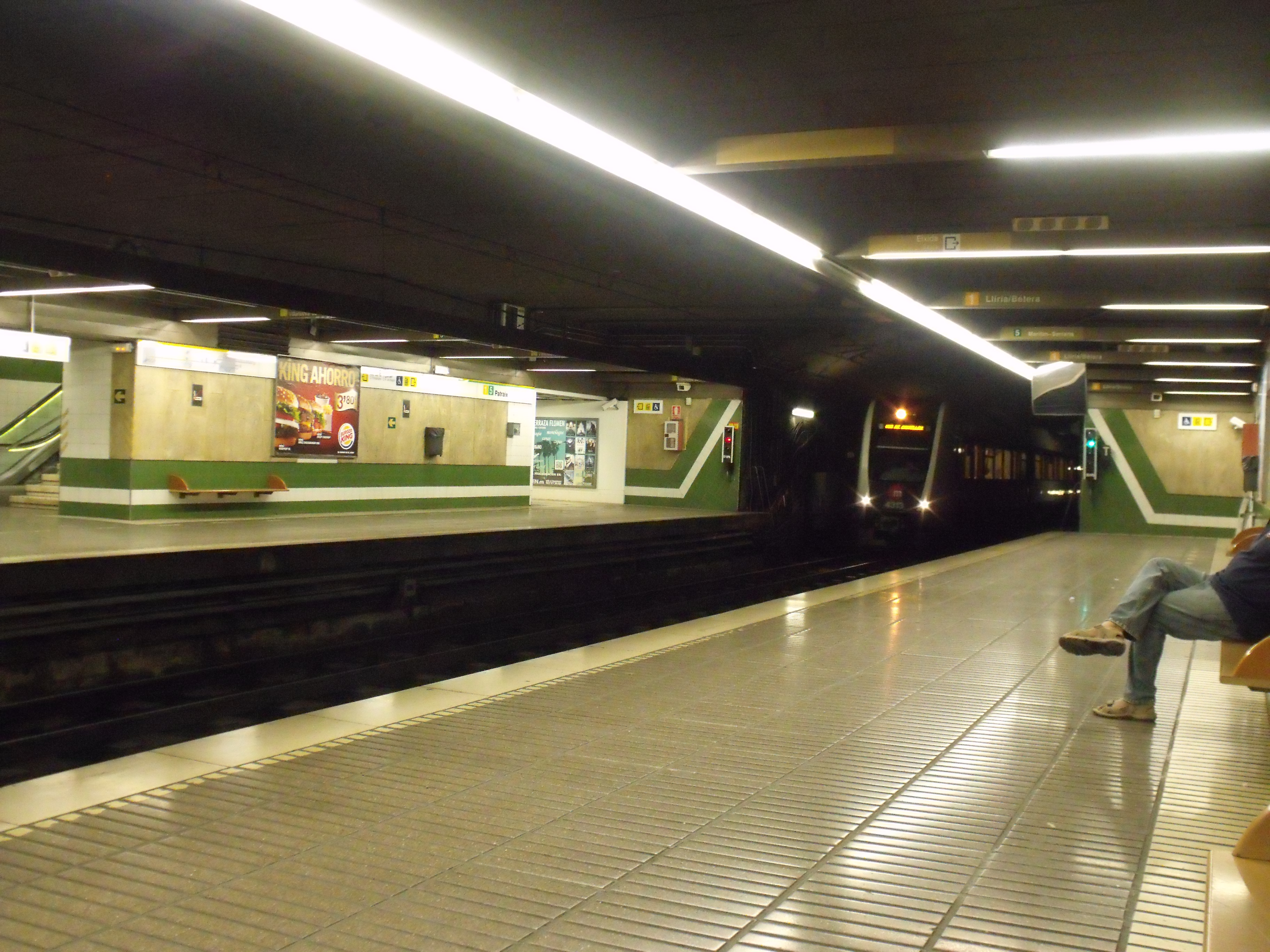
Patraix.
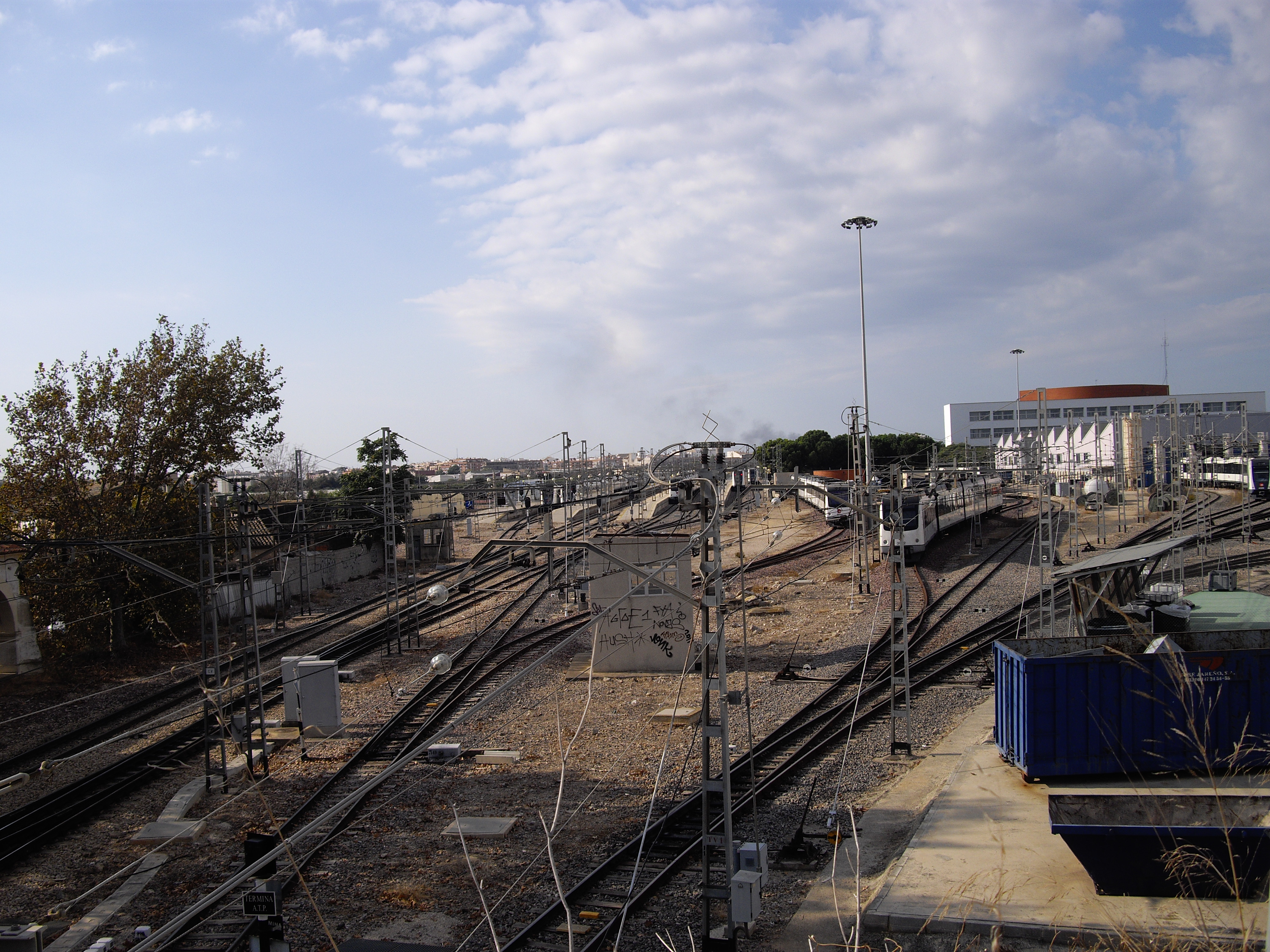
València-Sud.
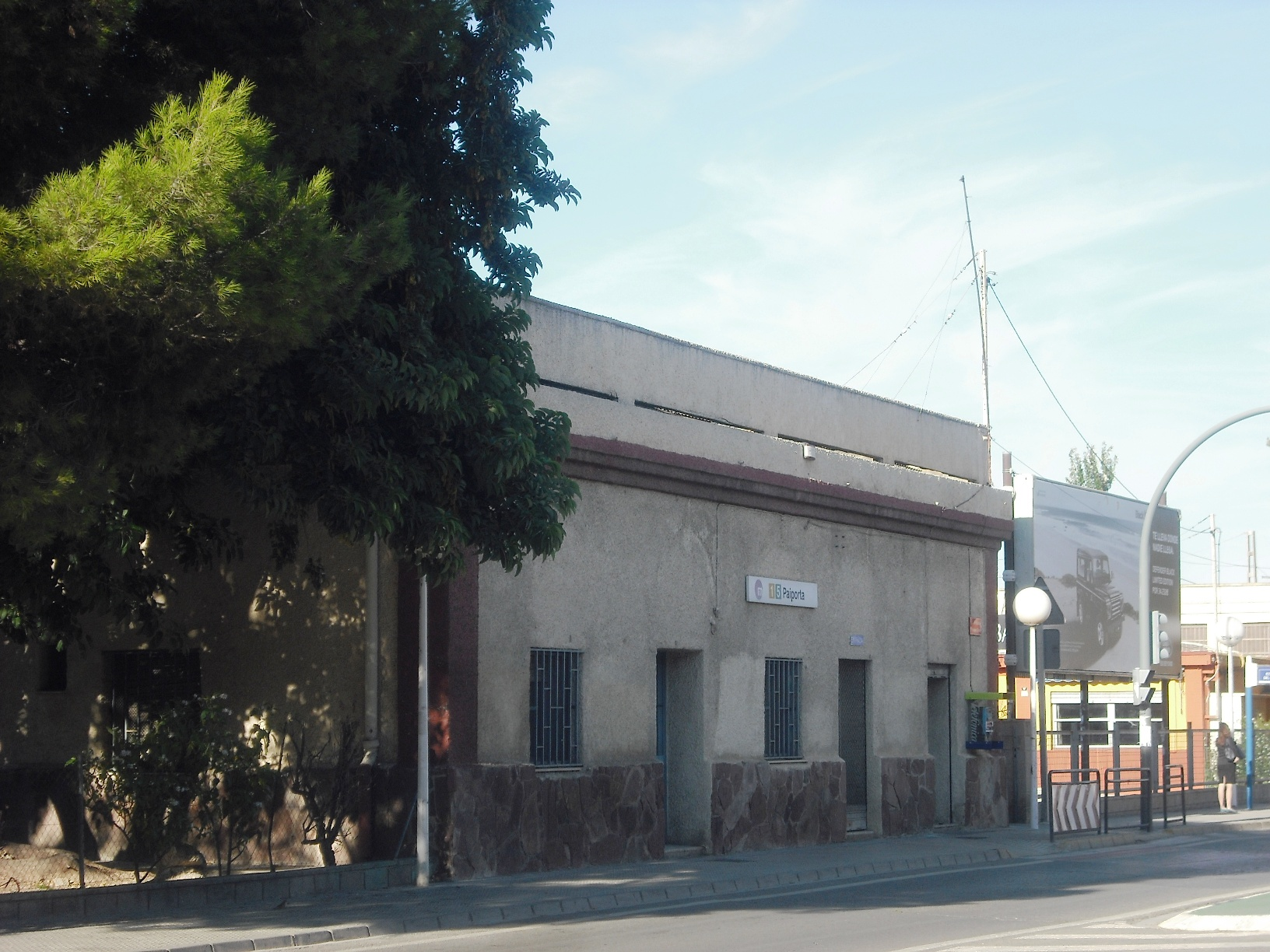
Paiporta.
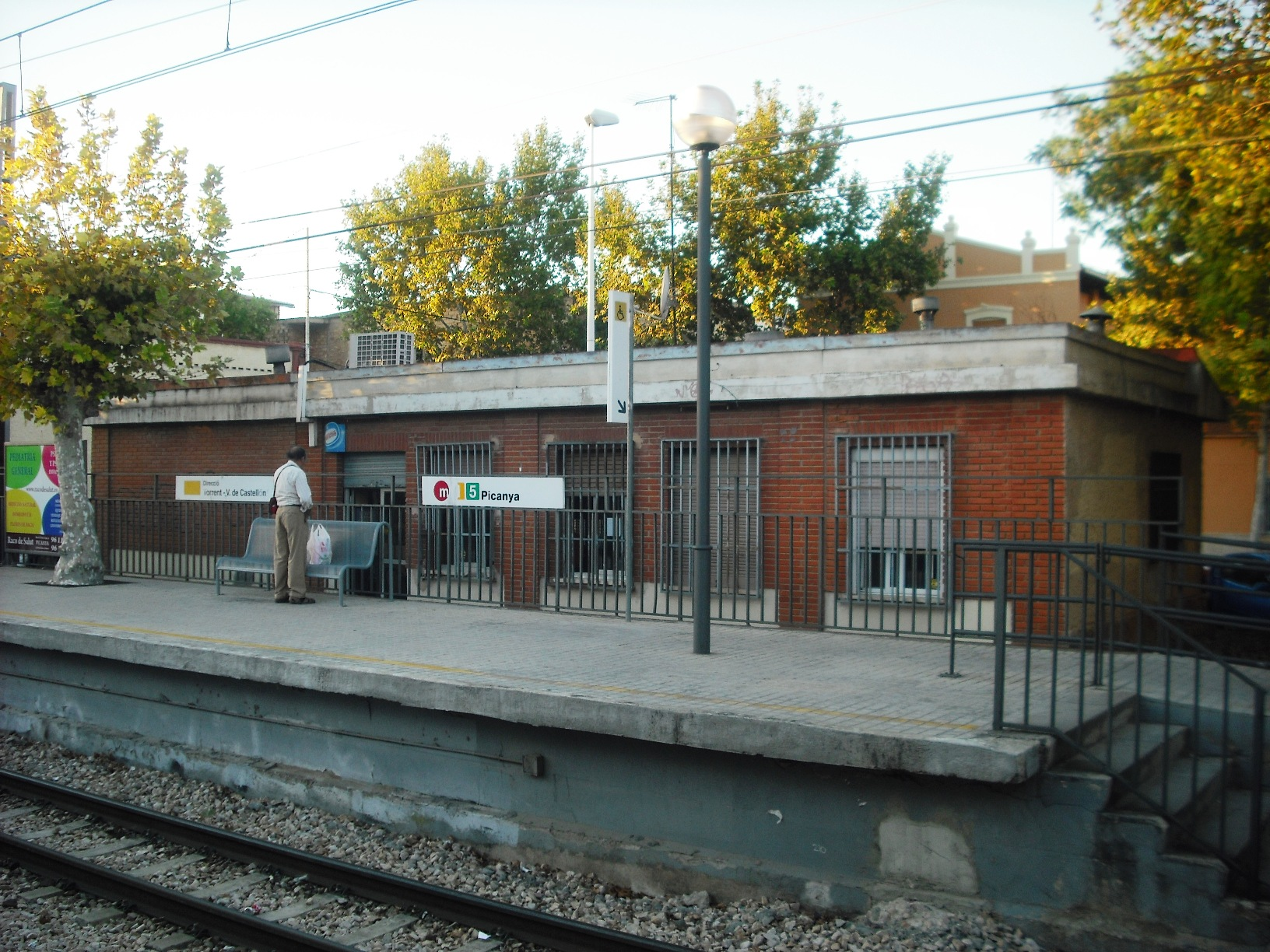
Picanya.
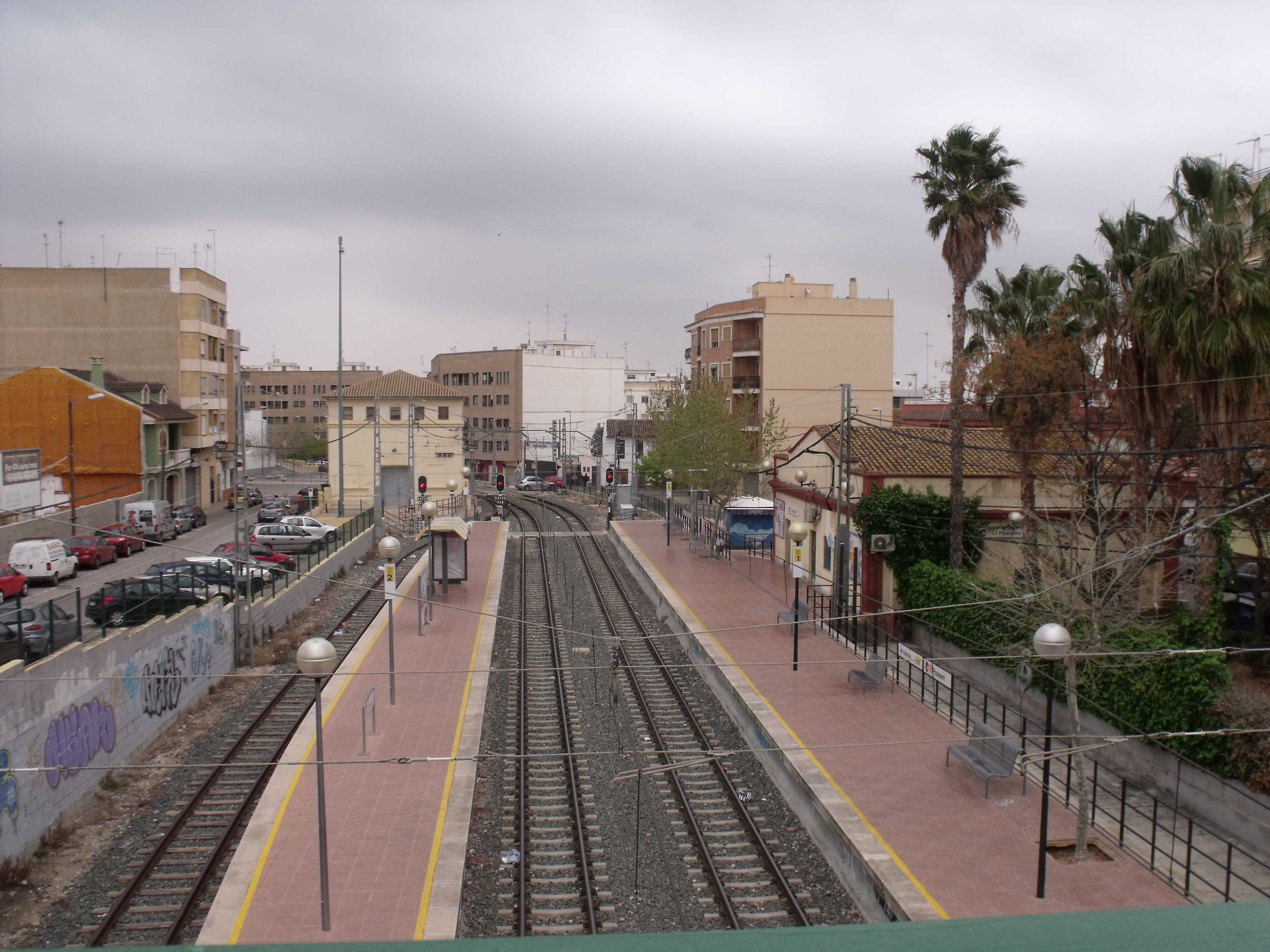
Picassent.
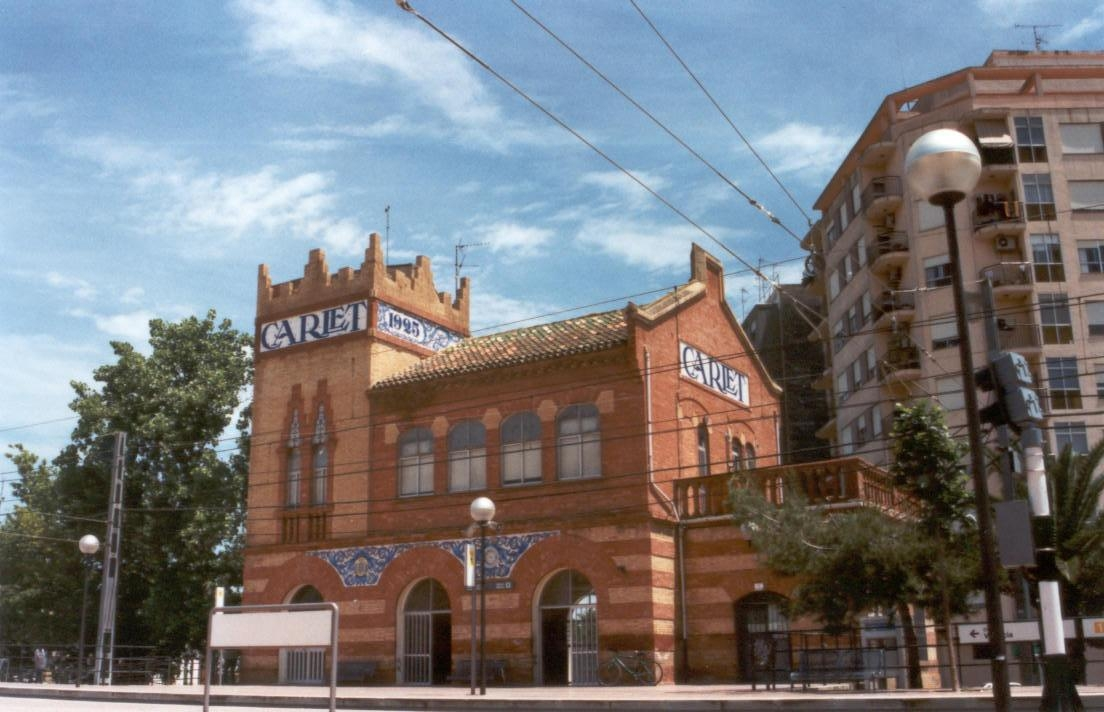
Carlet.
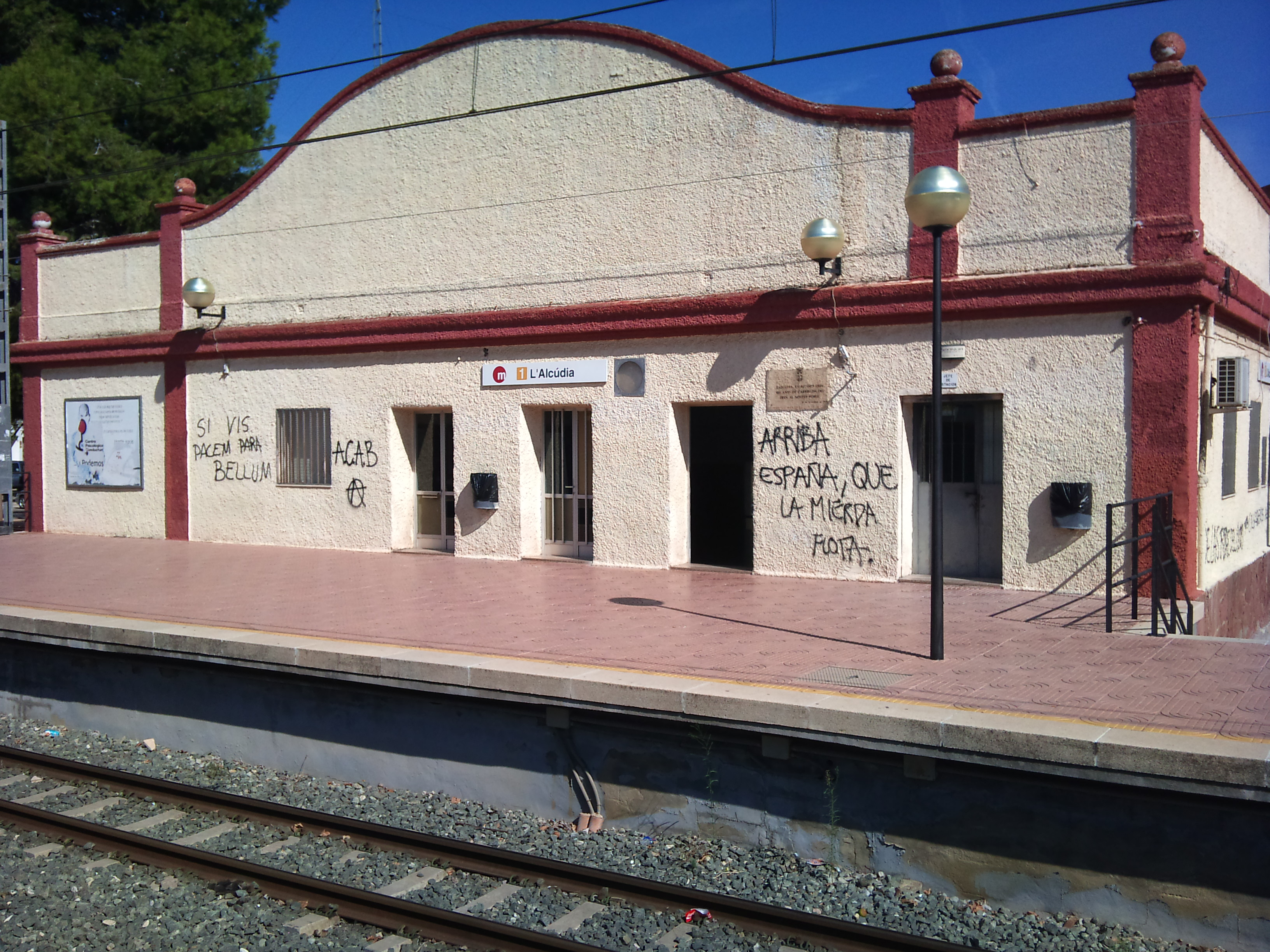
L'Alcúdia.
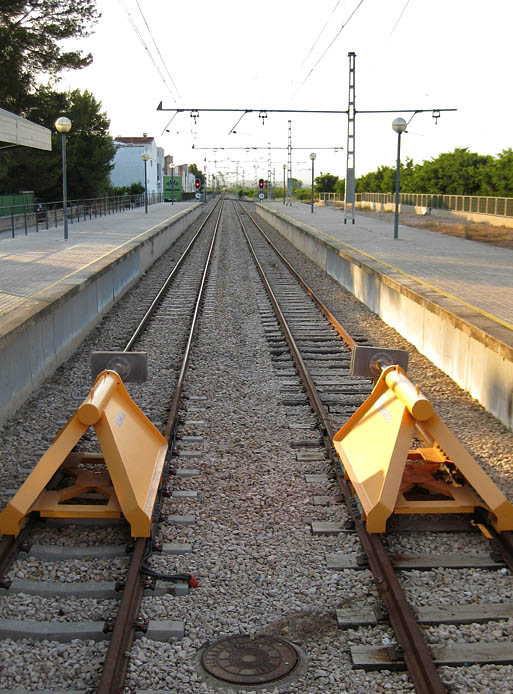
Castelló.